# Disembodied (album)
| Recensione | Giudizio |
| ---------- | -------- |
| AllMusic   |          |

Disembodied è il secondo album in studio del chitarrista statunitense Death Cube K, pubblicato il 22 luglio 1997 dalla Ion Records.

## Tracce
1. Disembodied – 9:17
2. Embalmed – 5:01
3. Terror Tram – 9:37
4. Hanging Gallows – 5:35
5. Pre Hack – 15:29

## Formazione
Musicisti
- Death Cube K (aka Buckethead) – chitarre, organo, stretching rake, produzione
- Xtrakd – ambient night machete
- Bill Laswell – basso, produzione

Produzione
- Norman Isaacs – produzione esecutiva
- Robert Musso – ingegneria del suono
- Michael Fossenkemper – mastering